# Шуйков, Валерий Аверкиевич
Валерий Аверкиевич Шуйков (род. 23 июня 1958 года, село Шемалаково, Яльчикский район, Чувашская АССР) — российский государственный и общественный деятель. Член Верховного Совета Российской Федерации (1990—1993), руководитель департамента Международного сотрудничества МЧС России, государственный советник Российской Федерации 3–го класса.

## Биография
Родился в 1958 году в селе Шемалаково Яльчикского района Чувашской Республики. Окончил Чувашский государственный педагогический институт, работал в комсомольских органах, был редактором газеты «Молодой коммунист». После окончания института работал учителем в школе.
Избирался народным депутатом РСФСР, был членом Верховного Совета РСФСР (1990—1993). В 1991―1992 годах ― секретарь комитета Верховного Совета по делам обороны и безопасности, с 1992 по 1993 год занимал пост заместителя председателя государственного комитета Российской Федерации по национальной политике, а также пост председатель подкомитета Верховного Совета по вопросам обороны и безопасности. Был главным переговорщиком от России по урегулированию грузино-абхазского конфликта 1993 года.
С ноября 1993 года по 2015 год был руководителем департамента Международного сотрудничества МЧС России. Занимался организацией гуманитарных операций МЧС за рубежом, в том числе эвакуации российских граждан из зон вооруженных конфликтов. Работал в Югославии, Афганистане, Ираке, странах Африки.
С марта 2016 года ― заместитель руководителя агентства «Эмерком» МЧС России, которая занимается  обеспечением и координацией российского участия в международных гуманитарных операциях.

## Признание
Награжден орденами Мужества, Дружбы народов и медалью «Защитнику свободной России».
Награжден государственными наградами Кыргызстана, Азербайджана, Южной Осетии, Абхазии.